# Кориско (остров)
Кориско е малък остров на атлантическото крайбрежие на Екваториална Гвинея, разположен на 29 km югозападно от естуара на река Муни, част от провинция Мбини. Името на острова произлиза от португалски и означава светкавица. Площта му е около 14 км², а най-високата му точка е 35 метра н.в.
Оригиналното му население е от народа Бенга. Островът е превзет от Испания през 1843 година, но през годините империята не му обръща особено внимание. С обявяването на независимост на Екваториална Гвинея той става част от страната.
В последните години в района са открити залежи от петрол. Този факт предизвиква апетитите на съседната държава Габон, която предявява претенции към него.